# Keisuke Kimoto
Keisuke Kimoto (木本 敬介 Kimoto Keisuke?), född 23 augusti 1984 i Oita prefektur, är en japansk fotbollsspelare.
Kimoto började sin karriär 2007 i ALO's Hokuriku (Kataller Toyama). Han spelade 259 ligamatcher för klubben. Han avslutade karriären 2017.